# Юханссон, Хуго (стрелок)
Карл Хуго Йохансон (16 июня 1887 — 23 февраля 1977) — шведский стрелок, принимавший участие на Летних Олимпийских играх 1912, 1920 и 1924 годов.

## Достижения
На Летних Олимпийских играх 1912 года:
- Винтовка произвольного образца, 300 м, лёжа — золотая медаль
- Армейская винтовка, 200, 400, 500 и 600 м (команды) — бронзовая
- Винтовка произвольного образца, 300 м, с трёх позиций — 4 место
- Армейская винтовка, 600 м — 23 место

На Летних Олимпийских играх 1920 года:
- Армейская винтовка лёжа, 600 м — золотая медаль
- Армейская винтовка лёжа (команды), 600 м — бронзовая медаль
- Армейская винтовка стоя (команды), 300 м — бронзовая медаль
- Армейская винтовка лёжа (команды), 300 м — пятое место
- Армейская винтовка лёжа, 300 м — шестое место
- Армейская винтовка лёжа (команды), 300 и 600 м — шестое место
- Произвольная винтовка из трёх положений (команды), 300 м — шестое место

На Летних Олимпийских играх 1924 года:
- Произвольная винтовка (команды), 600 м — седьмое место
- Произвольная винтовка, 600 м — восьмое место